# Eunidia lateraloides
Eunidia lateraloides là một loài bọ cánh cứng trong họ Cerambycidae.